# クインダリー・ウェザースプーン
クインダリー・ウェザースプーン（Quinndary Weatherspoon、1996年9月10日 - ）は、アメリカ合衆国ミシシッピ州カントン出身のプロバスケットボール選手。

## 経歴
ミシシッピ州カントンで生まれ、2人の弟がいるが、2人共にバスケットボール選手である。中学でバスケットボールを始め、ヴェルマ・ジャクソン高校で、2012年、2013年、2014年と続けてミシシッピ州のタイトルを獲得した。

### カレッジ
2015年にミシシッピ州立大学に入学し、初年度にサウスイースタン・カンファレンスのオール・フレッシュマン・チームに選ばれた。1試合平均12.0得点、4.7リバウンドを記録した。
2016年11月21日、試合中に手首を負傷し、その後のシーズンは欠場となった。復帰後、2年時に1試合平均、16.5得点、5.1リバウンドを記録し、オール・サウスイースタン・カンファレンスのセカンド・チームに選ばれた。
3年時に1試合平均、14.4得点、6.0リバウンド、3.3アシストを記録し、ミシシッピ州のベストプレーヤー賞（ハウエル・トロフィー）を獲得した。オール・サウスイースタン・カンファレンスのセカンド・チームに選ばれた。2018年4月6日、2019年のNBAドラフトにエントリーを表明したが、後に取り下げ大学に戻った。
4年時にオール・サウスイースタン・カンファレンスのファースト・チームに選ばれた。2019年のNCAAトーナメントで敗退したものの、トーナメントで通算2,000得点を記録した3人目のプレーヤーとなった。

### NBA(2019-2021)
2019年6月20日、2019年のNBAドラフトで、サンアントニオ・スパーズから2巡目の49位で指名され、2019年、NBAサマーリーグにサンアントニオ・スパーズロースターとして参加した 。
2019年7月8日、スパーズとツー・ウェイ契約を結んだ。
2021年10月11日、ゴールデンステート・ウォリアーズとトレーニングキャンプ契約を締結。2日後に解雇され、同月25日に傘下のサンタクルーズ・ウォリアーズへの加入が決定。その後12月に入り、アンドリュー・ウィギンズらオミクロン株感染拡大によるクラスター発生で離脱者が
続出したゴールデンステート・ウォリアーズに10日間契約で加入した。
2022年10月13日、解雇された。

### Gリーグ、国外でのキャリア(2022-)
2024年8月18日、VTBユナイテッドリーグに所属するBC・アフトドールへの加入が発表されたが、アフトドールでは1試合に出ることのないまま、10月12日に今度は青島国信海天雄鷹籃球倶楽部への加入が発表された。

## 個人成績

### NBA

#### レギュラーシーズン
| シーズン | チーム                           | GP | GS | MPG | FG%  | 3P%  | FT%   | RPG | APG | SPG | BPG | PPG |
| -------- | -------------------------------- | -- | -- | --- | ---- | ---- | ----- | --- | --- | --- | --- | --- |
| 2019–20  | サンアントニオ・スパーズ         | 11 | 0  | 7.1 | .294 | .200 | .500  | .6  | 1.0 | .3  | .1  | 1.1 |
| 2020–21  | サンアントニオ・スパーズ         | 20 | 0  | 6.1 | .457 | .167 | .813  | .6  | .4  | .4  | .1  | 2.3 |
| 2021–22† | ゴールデンステート・ウォリアーズ | 11 | 0  | 6.6 | .571 | .200 | 1.000 | 1.3 | .5  | .1  | .1  | 2.7 |
| Career   | Career                           | 42 | 0  | 6.5 | .452 | .188 | .826  | .8  | .6  | .3  | .1  | 2.1 |

### カレッジ
| シーズン | チーム             | GP  | GS  | MPG  | FG%  | 3P%  | FT%  | RPG | APG | SPG | BPG | PPG  |
| -------- | ------------------ | --- | --- | ---- | ---- | ---- | ---- | --- | --- | --- | --- | ---- |
| 2015–16  | ミシシッピ州立大学 | 31  | 17  | 27.0 | .448 | .394 | .805 | 4.7 | 1.4 | 1.4 | .5  | 12.0 |
| 2016–17  | ミシシッピ州立大学 | 29  | 29  | 31.9 | .469 | .373 | .766 | 5.1 | 1.8 | 1.7 | .3  | 16.5 |
| 2017–18  | ミシシッピ州立大学 | 37  | 37  | 31.4 | .484 | .313 | .771 | 6.0 | 3.3 | 1.4 | .3  | 14.4 |
| 2018–19  | ミシシッピ州立大学 | 34  | 34  | 34.0 | .508 | .396 | .809 | 4.7 | 2.8 | 1.7 | .3  | 18.5 |
| Career   | Career             | 131 | 117 | 31.2 | .480 | .368 | .788 | 5.2 | 2.4 | 1.5 | .4  | 15.4 |